# Chad de Lichfield
Chad de Lichfield (n. 634 d.Hr., Northumbria, Regatul Unit – d. 2 martie 672 d.Hr., Lichfield, Anglia, Regatul Unit) a fost un episcop anglo-saxon, al doilea episcop de York. Cele mai multe informații despre Sfântul Chad provin din „Istoria ecleziastică a poporului englez”, scrisă de Beda Venerabilul. Acesta s-a născut în anul morții Sfântului Chad și a fost elevul lui Trumbert, unul din ucenicii Sfântului Chad care, spunând el, „m-a instruit în scripturi și am fost crescut în mănăstirea sa și sub conducerea sa”.

## Creștinismul ortodox celtic
Religia practicată aici era creștinismul ortodox celtic⁠(d) care fusese introdusă în Marea Britanie în secolele al III-lea și al IV-lea, probabil adusă din Galia. Se diferenția de forma introdusă în Anglia de Sfântul Augustin de Canterbury și de adepții săi la sfârșitul secolului al VI-lea. Au existat diferențe tehnice cu privire la data Paștelui și forma tonsurii, dar, mai important, ea a susținut un tip strict de monahism derivat din cel urmat în deșerturile egiptene de primii călugări creștini. Sfântul Columba a întemeiat cea mai celebra dintre aceste mănăstiri celtice din Marea Britanie pe insula Iona în 563, dar cea mai mare a fost cea de la Bangor Iscoed care a fost distrusă în 616. Mănăstirea de pe Lindisfarne fusese înființată de Sfântul Aidan, unul dintre călugări din Iona, la invitația regelui Oswald al Northumbriei.

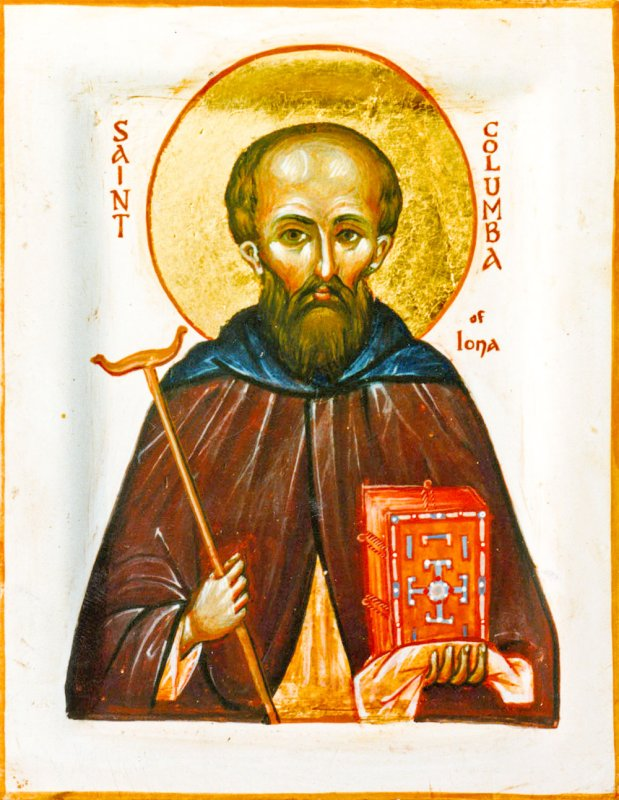
Sfântul Columba, Luminătorul Scoției

Liturghia celtică pe care Chad ar fi cunoscut-o la Lindisfarne era diferită de cea a Romei: dovezile limitate pe care le avem sugerează că a fost derivată din ritul gallican și a fost mai strâns legată de liturgia orientală. Cea mai bună dovadă pe care o avem este Misalul Stowe, care datează din secolul al VIII-lea. Trăsăturile răsăritene distincte ale acestui rit sunt ectenia dintre Epistolă și Evanghelie, absența adaosului „Filioque” din Crez și includerea unei „epiklesis” (invocarea Duhului Sfânt) în rugăciunea euharistică. Ni se spune că picții au fost foarte impresionați de Sfântul Columba și călugării săi cântând o formă timpurie de cântare care era probabil similară cu stilul bizantin de cântare folosit în Galia. Cântarea gregoriană a fost introdusă în Marea Britanie abia mai târziu de misiunea romană a Sfântului Augustin de Canterbury, la cererea Sfântului Ierarh Grigorie cel Mare, episcopul Romei. La Lindisfarne, Saint Aidan a început o școală pentru doisprezece băieți, printre care și Chad și cei trei frați ai săi, Cedd, Cynebil și Caelin, au studiat aici.

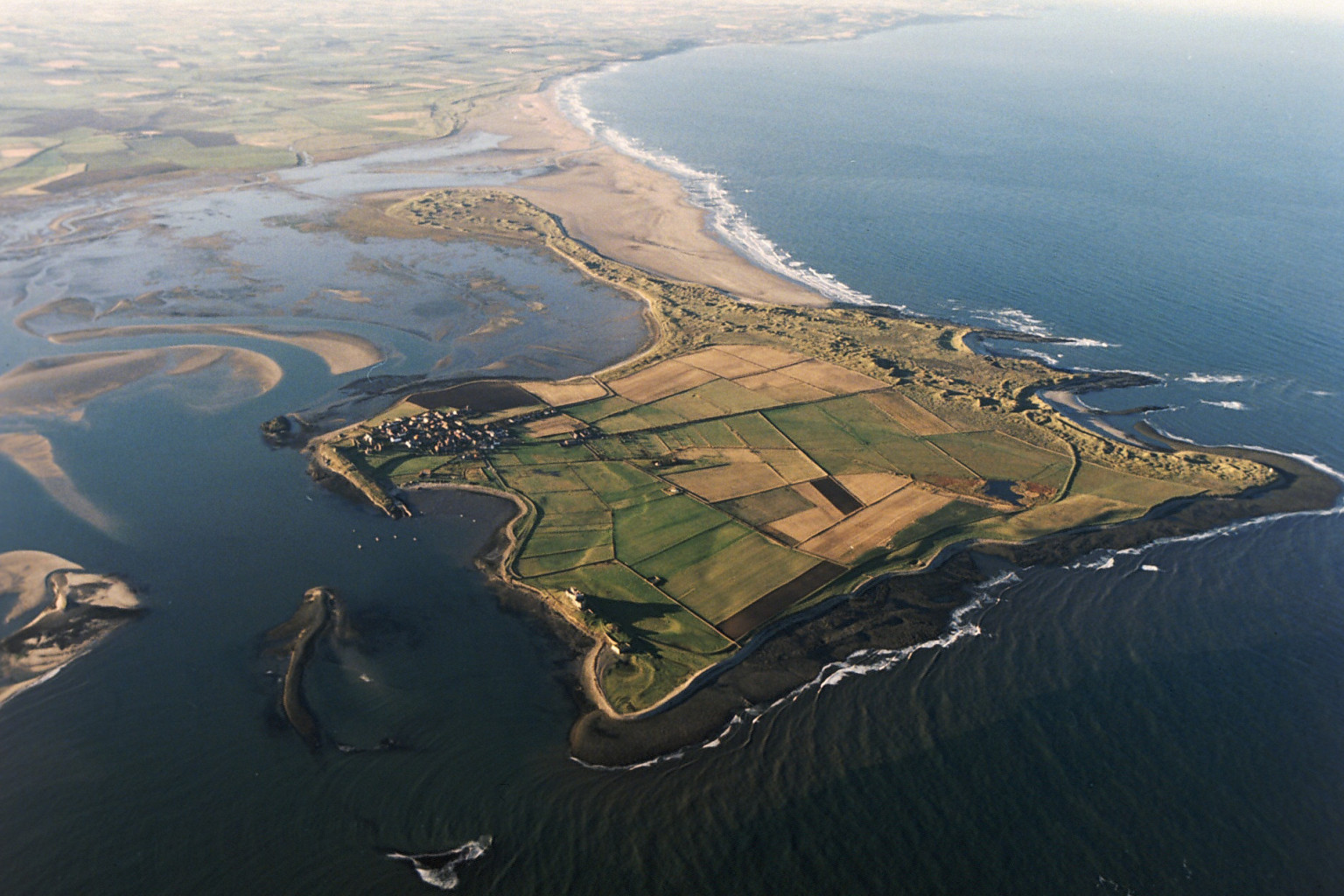
Lindisfarne

## Viața

### Primii ani
Sfântul Chad a fost unul dintre cei trei frați născuți în Northumbria, probabil dintr-o familie nobilă în anii 620. Numele „Chad” este de origine celtică, dar nu se știe nimic despre trecutul său. Frații au fost educați la mănăstirea de pe Lindisfarne sub ocrotirea Sfântul Aidan.
Aici, împreună cu ceilalți elevi, trebuie să fi învățat să cânte psalmii și să citească în latină. În cele din urmă, Chad și unii dintre ceilalți elevi au fost trimiși la o mănăstire din Irlanda unde se spune că era „în mod constant ocupat în rugăciune, post și studierea Sfintele Scripturi” și aici a devenit preot. 
Ulterior, Cedd a fost ridicat la rangul de episcop în timp ce lucra la înființarea mănăstirilor celtice printre sașii din est. Cu toate acestea, numele său este amintit în mare parte pentru că a întemeiat o mănăstire la Lastingham, pe moșiile pustiite din Yorkshire, unde el împreună cu fratele său Cynebil și ceilalți călugări și mulți clerici au căzut victime ale ciumei în 664. Doar un băiețel a supraviețuit prin mijlocirea Sfântului Chad. Ca răspuns la dorința lui Cedd, înainte să moară, Chad i-a urmat ca stareț.

### Sinodul de Whitby și urmările sale
Misiunea romană, condusă de Sfântul Augustin, care și-a stabilit scaunul la Canterbury, câștiga forță și conflictul dintre practicile celtice și romane a ajuns la un punct culminant în anul 663/664 la Sinodul de la Whitby. Argumentul pentru respectarea practicilor romanilor a fost susținut cu forță de Wilfred care, deși educat în tradiția celtică la Lindisfarne, fusese de partea ortodocșilor latini ca urmare a călătoriilor sale pe continent și a timpului petrecut la Roma. Rezultatul a fost decizia de a abandona obiceiurile celtice neregulate precum sistemul arhaic de datare a Paștelui, forma tonsurii și regulile de sfințire a episcopilor. Cu toate acestea, problemele adesea supraevaluate prezentate de această decizie nu au avut ca rezultat nici un impediment în calea numirii lui Chad la scaunul din York în absența fostului episcop, Wilfred.

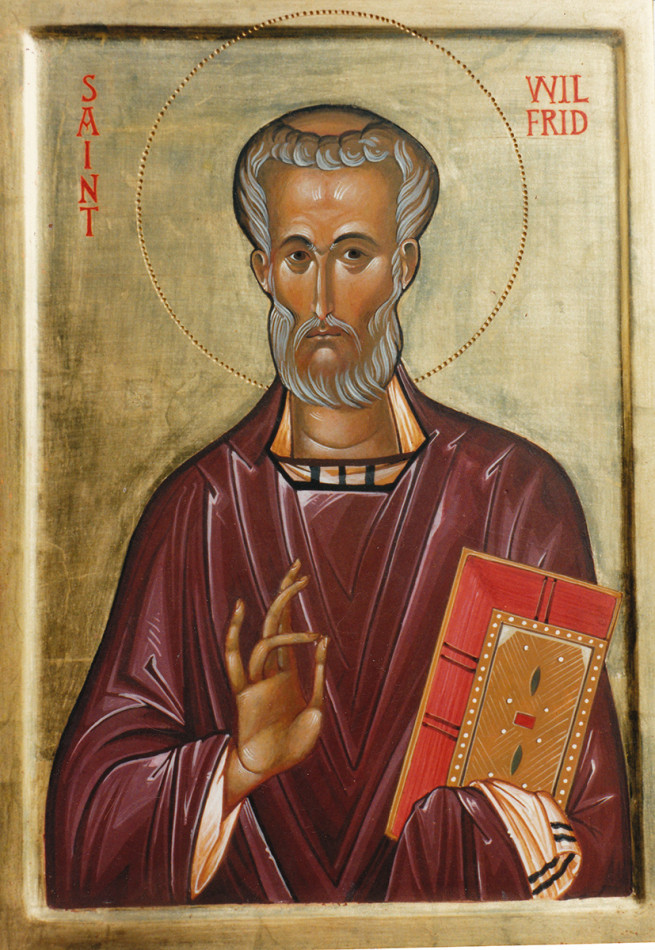
Sfântul Ierarh Wilfred

Situația dificilă care a urmat Sinodului de la Whitby a fost agravată de ciuma bubonică, care a venit din Asia și a măturat Europa de Vest în verile anilor 663 și 664. Pe lângă Cedd și comunitatea de la Lastingham, au murit nu numai Tuda din Lindisfarne, ci și de asemenea, atât Deusdedit, Arhiepiscopul de Canterbury, cât și succesorul său desemnat Wighard înainte de consacrare. Între timp, Wilfred fusese consacrat cu multă splendoare de la scaunul din York la Compiègne în Galia pentru a evita ritul celtic, a cărui validitate o considera dubioasă.
Această situație confuză a fost una dintre problemele care trebuiau rezolvate de proaspătul consacrat Arhiepiscop de Canterbury, Teodor de Tars, un călugăr creștin ortodox răsăritean foarte respectat și cărturar în vârstă de 67 de ani. Consacrarea Sfântului Chad la scaunul din York în timpul interregului de cinci ani de la Canterbury, Wini, episcopul sașilor de vest și doi episcopi celtici a fost considerat neregulat, după care Chad a cedat imediat, ni se spune, cu mare umilință spunând că nu se considerase niciodată vrednic să ocupe această funcție. Wilfred i-a luat locul la York, iar Chad s-a întors la mănăstirea sa din Lastingham.

### Episcop de Lichfild
Consolidarea bisericii din Anglia într-un sistem diecezan centralizat datorat supunerii față de Roma prin Canterbury și reglementat de un sistem sinodic a fost opera arhiepiscopului Teodor. Astfel, riturile pe care le-au urmat, calculul roman al datei Paștelui și chiar muzica au fost conformate cu uzul Romei. Pentru a se asigura că Teodor nu a introdus nicio influență orientală, Papa Vitalian a trimis cu el un reprezentant numit Hadrian, un stareț formidabil din Africa de Nord. La cererea regelui Wulfhere al Merciei în 669, arhiepiscopul, impresionat de smerenia cu care Chad a acționat asupra episcopiei din York, l-a chemat de la mănăstirea sa din Lastingham pentru a fi episcop de Lichfield. Teodor l-a resfințit condiționat, conform ritului roman și a insistat că Chad trebuie să renunțe la obiceiul celtic. Ni se spune că, atunci când Chad a protestat, arhiepiscopul însuși l-a ridicat cu forța pe un cal.
Potrivit lui Bede, alegerea lui Lichfield ca locație a principalei episcopii Merciană a fost a lui Chad, în timp ce Eddius Stephanus, biograful lui Wilfred, spune că alegerea a fost a lui Wilfred. Cine a făcut alegerea nu are o importanță reală; locul primei catedrale a lui Chad a fost la Stowe, la capătul estic al piscinelor Minster. Aici, probabil o insulă înconjurată de mlaștini la acea vreme, Ciad a găsit un sit care corespunde cât mai aproape posibil în Mercia cu Lindisfarne sau Iona. Bede ne spune că locul era în apropierea bisericii și regretatul profesor Finberg a sugerat că oratoriul lui Chad ar fi putut fi situat sus deasupra Stowe și catedrala, în ceea ce este acum, curtea bisericii Sfântul Mihail pe Greenhill. Știm că un membru al familiei de șapte sau opt frați era Owini, care slujise cu mare distincție reginei Aethelreda în calitate de camerlan, devenise călugăr la Lastingham cu Chad și venise cu el la Lichfield. Neavând aptitudini pentru studiu, Owini se oferise ca postulant ținând un topor și o secure, oferindu-și în schimb munca manuală.

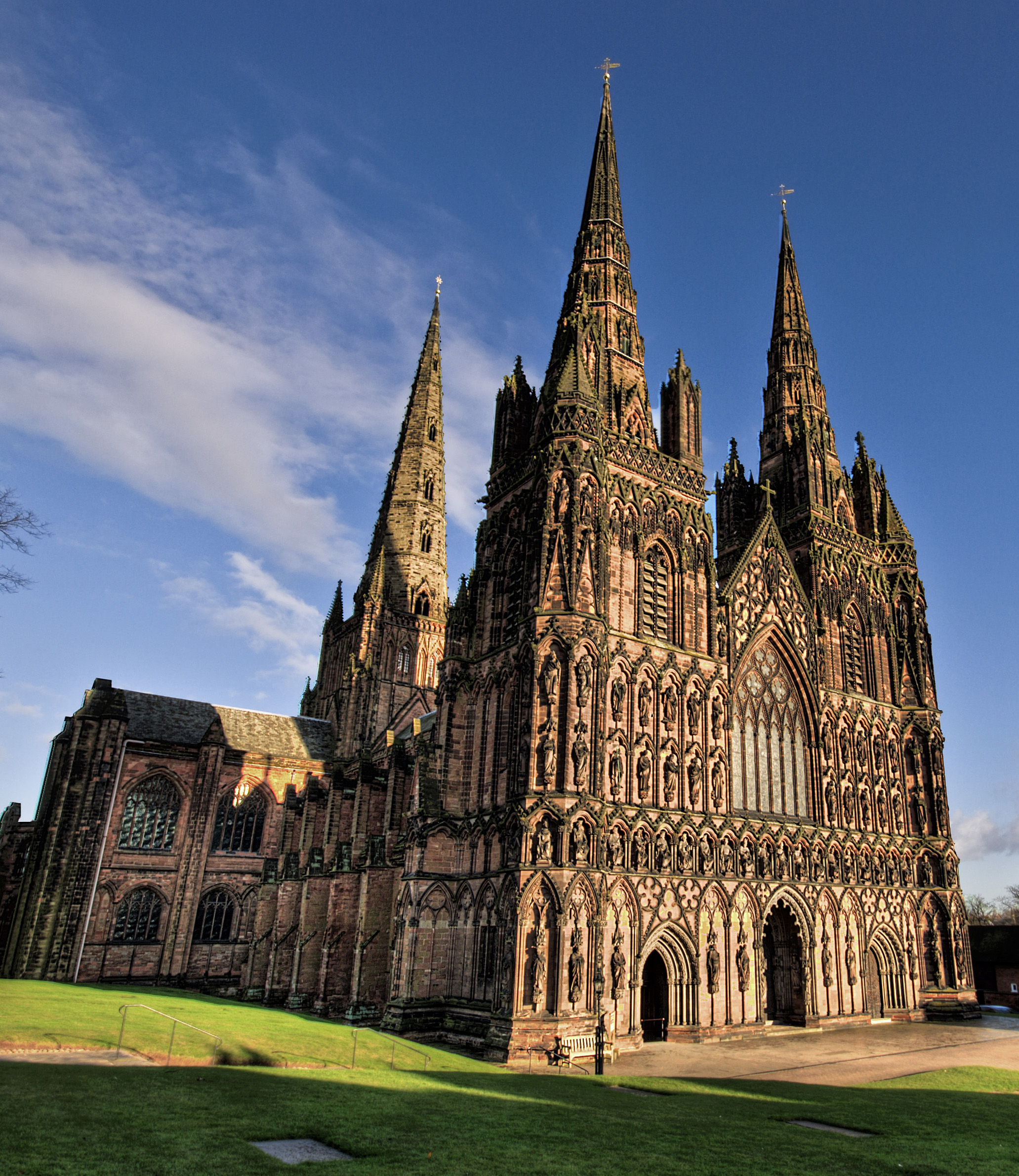
Catedrala din Lichfield

Lângă oratoriul lui Chad era un bazin format dintr-un izvor natural. A fost descrisă în secolul al XVI-lea de Leland ca „un izvor de apă pură, unde se vede o piatră în partea de jos, pe care, spun unii, Sfântul Chad obișnuia să stea în apă și să se roage”. Aceasta a fost o practică ascetică asociată în special cu monahismul celtic. Bazinul era folosit atât pentru botez, cât și pentru a furniza apă. Astăzi, Fântâna Sfântului Chad se găsește în curtea bisericii din Stowe, în partea de nord a centrului orașului Lichfield, pe marginea de nord a piscinei Stowe. Legenda spune că într-o ocazie un cerb fără suflare a răsărit din pădure și a început să bea din fântână înainte de a dispărea înapoi în pădure. Totuși, Wulfhade, fiul lui Wulfhere, regele Merciei, vâna cerbul. Chad s-a rugat apoi pentru întoarcerea cerbului, care a ieșit din pădure. Wulfhade, uimit de acest lucru, a implorat botezul imediat pentru el și fratele său Rufine. La descoperirea că fiii lui deveniseră creștini, Wulfhere i-a ucis. Apoi, într-un acces de remușcare, s-a grăbit la chilia lui Chad unde l-a găsit pe sfânt în rugăciune înconjurat de lumina cerească. Chad se ridică și își atârnă veșmintele de o rază de soare. Chad a acceptat remușcările lui Wulfhere și, ca penitență, l-a rugat să dărâme toate sanctuarele păgâne și să le înlocuiască cu mănăstiri.

### Decesul
Una dintre acestea a fost la Peterborough, unde a fost păstrată această legendă. Oricare ar fi adevărul din spatele legendei, amploarea influenței lui Chad este impresionantă, având în vedere perioada foarte scurtă a episcopiei sale, mai puțin de trei ani. Bede consemnează relatarea lui Owini despre moartea lui Chad la 2 martie 672. Cu aproximativ o săptămână înainte, în timp ce lucra în afara oratoriului lui Chad, Owini a auzit „un sunet dulce de cântare și bucurie coborând din cer pe pământ” venind din direcția răsăritului de iarnă din sud-est și intra în oratoriul episcopului unde Chad se ruga singur. Când cântatul s-a terminat, Chad l-a chemat pe Owini uluit și i-a spus să-i adune pe ceilalți șapte călugări. Chad le-a spus că este pe cale să moară și i-a îndemnat să trăiască împreună în dragoste și pace în disciplina monahală pe care i-a învățat. El i-a cerut lui Owini să nu vorbească despre corul angelic decât după moartea sa și la 2 martie 672, Chad „a plecat spre bucuriile cerului”. Beda povestește și un alt martor care a spus „a văzut sufletul fratelui său Cedd, cu o ceată de îngeri, coborând din ceruri, care, după ce a luat cu ei sufletul lui Chad, s-a întors din nou în împărăția cerească”.
Sfântul Chad a fost bine descris de C.J. Godfrey, „Chad a fost un om care a trăit aproape de cer, în așteptarea zilnică a morții. A auzit glasul lui Dumnezeu în vânt. Îngerii erau tovarășii lui familiari.”. Beda, în ciuda dispoziției sale pro-romane, îi laudă pe Sfântul Chad pentru meritele sale de profesor, pentru smerenia, devotamentul și sărăcia sa de călugăr și înțelepciunea sa de episcop al Merciei.

## Moaște
Trupul Sfântului Chad a fost îngropat pentru prima dată în Biserica Maicii Domnului, unde în curând au fost mărturisitre minuni de vindecăre la mormântul său, iar Beda raportează eliberarea unui om de infirmitatea mintală. În anul 700 episcopul Headda a construit o nouă catedrală închinată Sfântului Apostol Petru și a mutat moaștele într-un altar descris ca „un monument de lemn, făcut ca o căsuță, acoperit, având o gaură în zid, prin care sunt cei care merg acolo cu evlavie care obișnuiesc să scoată o parte din praf”. O catedrală normandă făcută din piatră a înlocuit biserica săsească de lemn, iar aceasta a fost la rândul său înlocuită de actuala catedrală începută în 1195. Altarul Sfântului Chad a fost un loc popular de pelerinaj, iar episcopul Walter de Langton a fost responsabil pentru construirea unui complex și elaborat format dintru altar de marmură foarte scump, împodobit cu aur și pietre prețioase, la est de Altarul Mare. La Reformă altarul a fost cruțat inițial, la mijlocirea episcopului Robert Lee, dar ulterior a fost complet distrus. Unele fragmente din moaștele Sfântului Chad au fost salvate și se găsesc acum în Catedrala romano-catolică din Birmingham.

## Icoane și artefacte istorice

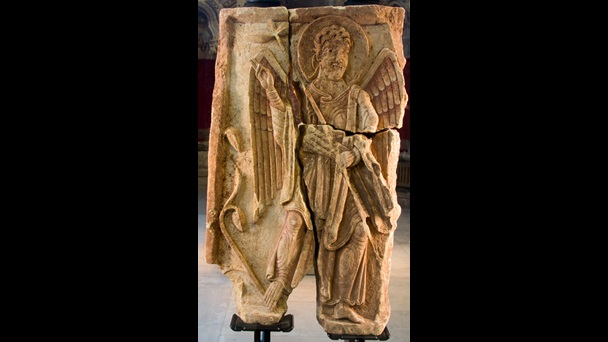
Sfântul Arhanghel Gavriil din Lichfield

Recent, un test radio de carbon le-a datat în secolul al VII-lea și mai recent, în februarie 2003, o placă de piatră din secolul al VIII-lea, pe care a fost sculptat Sfântul Arhanghel Gavriil, descoperită sub naosul Catedralei Lichfield. Placa înaltă de 600 mm este sculptată din calcar și inițial a făcut parte dintr-un cufăr de piatră, despre care se crede că ar fi conținut moaștele Sfântului Chad. Panoul a fost rupt în trei părți, dar era încă intact și avea urme de pigment roșu. Pigmenții de pe înger corespund în deaproape cu cei ai Evangheliilor Sfântului Chad, care au fost datați în jurul anului 730. Îngerul a fost dezvăluit pentru prima dată publicului în 2006 și este acum expus permanent în sala capitulare. La est de Altarul Mare se află se află acum o frumoasă icoană ortodoxă a Sfântului Chad, scrisă de iconograful ortodox Aidan Hart.

## Cinstirea Sfântului Chad
Sfântul Chad este venerat ca sfânt în toate ramurile majore ale Bisericii. Biserica Ortodoxă Răsăriteană îl cinstește în mod deosebit, considerând că tradiția celtică a lui Iona și Lindisfarne are o strânsă afinitate cu tradiția răsăriteană. Istoricul din secolul al XI-lea născut în Shropshire, Ordericus Vitalis, a observat că episcopii Bisericii Ortodxe Celtice erau toți călugări, ceea ce este încă practica ortodoxă.
Există peste treizeci de biserici dedicate Sfântului Chad, majoritatea în vechiul regat al Merciei și multe datând din epoca sașilor. Multe nume de locuri sunt toponime despre care se spune că au asocieri cu Sfântul Chad. Unele celebre sunt Chadkirk, Cheadle, Cheddleton și chiar Kidderminster, dar există unele mai puțin cunoscute precum Cadney în Lincolnshire și Hanmer în nord-estul Țării Galilor, care în Domesday Book este pur și simplu numit „Sfântul Chad”. 
La mai puțin de o milă se găsesc nume curios de sugestive, care indică probabil un cult local. În cadrul parohiei antice se află un alt Cadney (insula lui Chad) iar în apropiere se află Lunca Evangheliei în care se află Bazinul Evangheliei. La mai puțin de o milă spre nord se află Llys Beddyd (lacul Botezului), Eglwys Cross („Crucea Bisericii”) și la câteva sute de metri de biserica parohială Sfântul Chad a existat până de curând o fântână sfântă. Apoi, spre sud-vest, în Hampton's Wood se află o casă episcopală medievală fină cu rame din lemn, iar nu departe, la Welshampton, existau două „Gospel Hathornes”. 
Alan Thacker a arătat o corelație interesantă și relevantă între moșiile episcopale și dedicațiile timpurii la Sfântul Chad din nord-vestul Midlands. Un alt exemplu este că cea mai veche biserică din Shrewsbury, construită pe un deal într-o buclă a Severnului, care, la acea vreme, trebuie să fi fost aproape o insulă și a fost dedicată Sfântului Chad, era caracteristică unei așezări monahale celtice. La sud de Shrewsbury se află dedicația unică unui alt savant din Lindisfarne ai Sfântului Aidan, Saint Eata, pe malul Severn la Atcham. Încă mai la sud, lângă Newport, se află Chetwynd, care pretinde a fi „Chad’s Way”, iar la sud se află „Chadwell”. Totuși, o altă legătură este Sfânta Milburga, proprietarul sas din Sutton, care fusese atras de Much Wenlock de exemplul vieții sfânte a lui Owini, care se stabilise acolo ca pustnic după moartea lui Chad. A existat un schit la Sutton, parte a moșiei Sfintei Milburga, în perioada medievală și astăzi Biserica Ortodoxă deține biserica medievală, construită acolo de călugării din Wenlock, unde Sfântul Chad din Lichfield este venerat printre sfinți.

### Sărbătoare
Sărbătoarea sfântului Chad este pe 2 martie atât în tradiția orientală, cât și în cea occidentală.

### Prenume
Chad este un prenume larg răspândit în spațiul anglo-saxon: 
- Chad Channing (n. 1967), baterist
- Chad Hedrick (n. 1977), campion olimpic
- Chad Michael Murray (n. 1981), actor
- Chad le Clos (n. 1992), campion olimpic

etc.